# Odontocera subtilis
Odontocera subtilis är en skalbaggsart som beskrevs av Monné och Magno 1988. Odontocera subtilis ingår i släktet Odontocera och familjen långhorningar. Inga underarter finns listade i Catalogue of Life.